# Kaci Lickteig
Kaci Lickteig  est une athlète américaine né le 14 août 1986. Spécialiste de l'ultra-trail, elle a notamment remporté la Javelina Jundred en 2014 et la Western States Endurance Run en 2016.

## Résultats
| no  | féminin            | Course                       | Longueur | Départ            | Temps            |
| --- | ------------------ | ---------------------------- | -------- | ----------------- | ---------------- |
| 20e | Médaille de bronze | Lake Sonoma 50               | 50 mi    | 12 avril 2014     | 7 h 37 min 42 s  |
| 3e  | Médaille d'or      | Javelina Jundred             | 100 mi   | 1er novembre 2014 | 15 h 40 min 55 s |
| 24e | Médaille d'argent  | Western States Endurance Run | 100 mi   | 27 juin 2015      | 19 h 20 min 31 s |
| 16e | Médaille d'argent  | Lake Sonoma 50               | 50 mi    | 9 avril 2016      | 7 h 22 min 13 s  |
| 14e | Médaille d'or      | Western States Endurance Run | 100 mi   | 25 juin 2016      | 17 h 57 min 59 s |
| 5e  | Médaille d'or      | Bear 100 Mile Endurance Run  | 100 mi   | 23 septembre 2016 | 20 h 57 min 57 s |
| 13e | Médaille de bronze | Lake Sonoma 50               | 50 mi    | 15 avril 2017     | 7 h 32 min 59 s  |
| 19e | Médaille d'argent  | JFK 50 Mile                  | 50 mi    | 17 novembre 2018  | 6 h 53 min 48 s  |
| 20e | Médaille de bronze | Western States Endurance Run | 100 mi   | 29 juin 2019      | 17 h 55 min 55 s |
| 4e  | Médaille d'or      | Javelina Jundred             | 100 mi   | 26 octobre 2019   | 15 h 28 min 32 s |